# Leptophyes laticauda
Leptophyes laticauda är en insektsart som först beskrevs av Frivaldsky 1867.  Leptophyes laticauda ingår i släktet Leptophyes och familjen vårtbitare. Inga underarter finns listade i Catalogue of Life.